# Cholodkovskya
Cholodkovskya är ett släkte av insekter som beskrevs av Carl Julius Bernhard Börner 1909. Cholodkovskya ingår i familjen barrlöss.
Släktet innehåller bara arten Cholodkovskya viridana.